# Krasnolesski
Krasnolesski (en rus: Краснолесский) és un poble (un possiólok) de l'óblast de Tula, a Rússia, segons el cens del 2010 tenia 551 habitants.